# Country Hall Ethias Liège

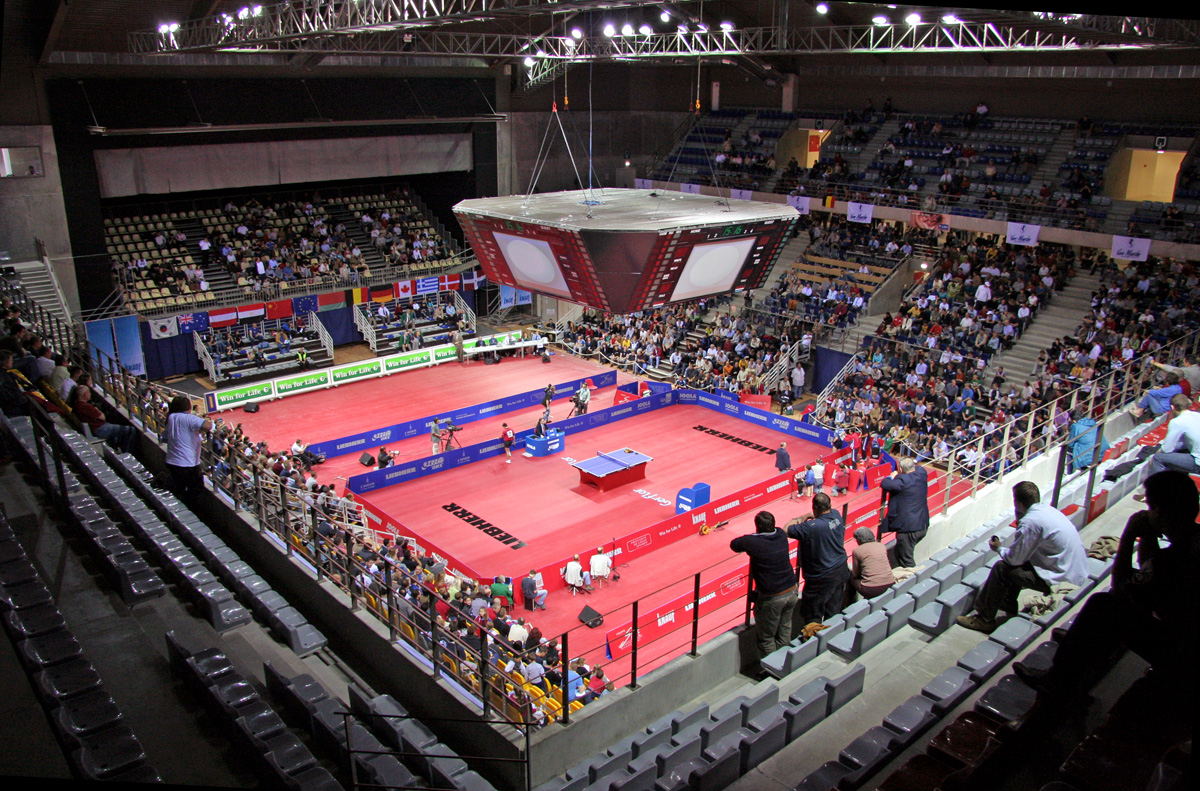

Country Hall Ethias Liège (dawniej Country Hall du Sart Tilman) – belgijska hala widowiskowo-sportowa w Liège. Hala może pomieścić 5600 widzów, a podczas koncertów 7200. Jest wykorzystywana zarówno do wydarzeń sportowych jak i koncertów. W 1977 odbyły się Mistrzostwa Europy w Koszykówce.